# Le Creux ès Faïes

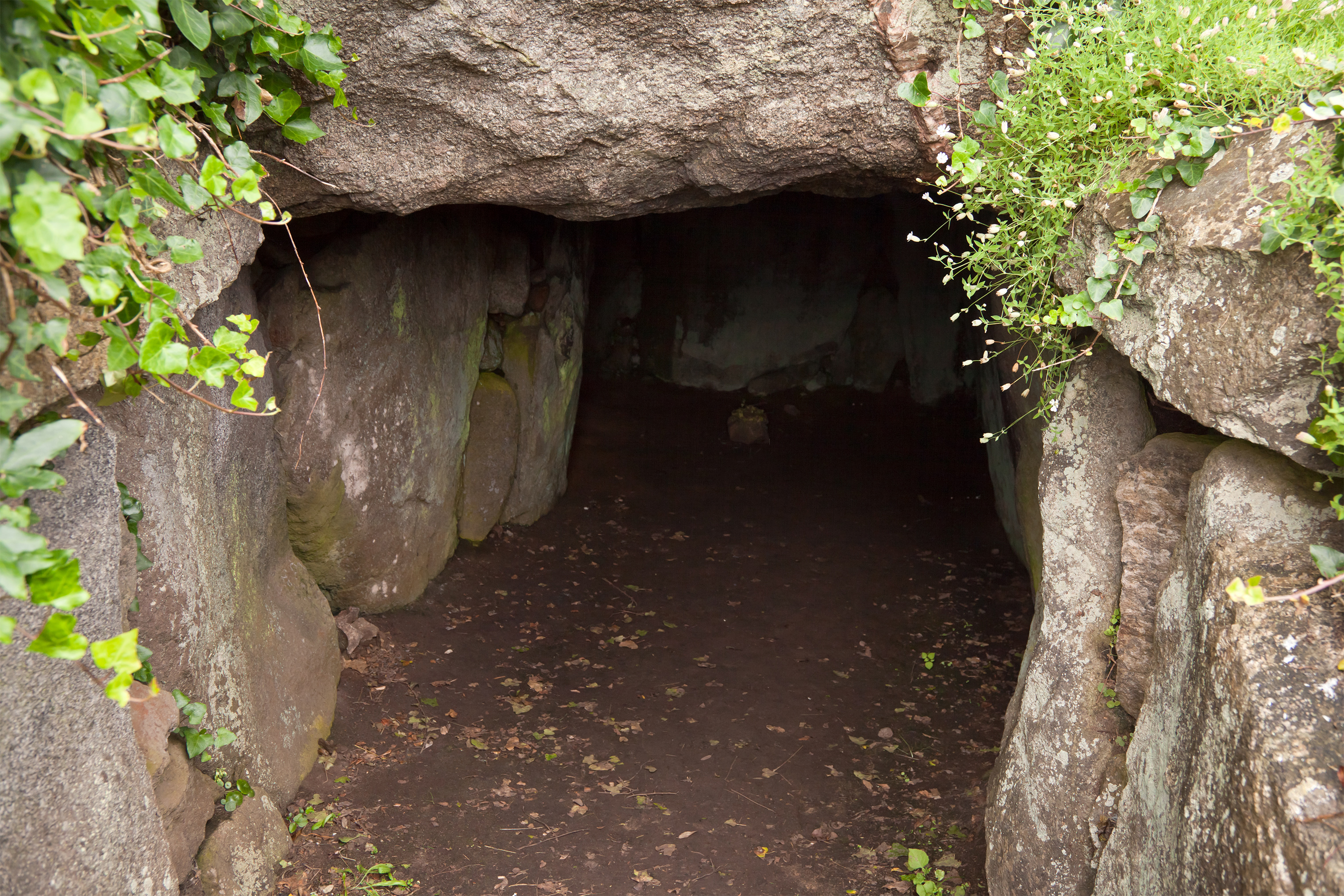
Wejście do grobowca

Le Creux ès Faïes – neolityczny grobowiec korytarzowy położony w parafii Saint-Pierre-du-Bois na wyspie Guernsey.
Zorientowany w kierunku wschodnim grobowiec składa się z pojedynczej komory o długości 9 m, do której prowadzi wąskie wejście. Z nakrywających go kamieni stropowych zachowały się tylko dwa. Całość pierwotnie znajdowała się pod kurhanem o średnicy ok. 18 m, obecnie w większości zniwelowanym. W trakcie przeprowadzonych w 1840 roku przez F.C. Lukisa prac wykopaliskowych w grobowcu odkryto datowane na 2000-1800 p.n.e. kości ludzkie i zwierzęce, fragmenty ceramiki związanej z kulturą pucharów dzwonowatych oraz kamienne groty strzał, pochodzące z ostatniej fazy użytkowania obiektu.